# (33541) 1999 JF6
1999 JF6 (asteroide 33541) é um asteroide da cintura principal. Possui uma excentricidade de 0.16395920 e uma inclinação de 7.67550º.
Este asteroide foi descoberto no dia 11 de maio de 1999 por Yoshisada Shimizu e Takeshi Urata em Nachi-Katsuura.